# I Pity the Fool
I Pity the Fool è un brano musicale pubblicato come 45 giri il 5 marzo 1965 dal gruppo The Manish Boys, una delle prime formazioni in cui ha militato l'artista inglese David Bowie.
Già inciso da Bobby Bland nel 1961, il brano uscì con Take My Tip come lato B, prima canzone scritta da Bowie ad essere pubblicata e prima di cui è stata fatta una cover: poco più di un mese dopo venne infatti registrata dal cantante e attore statunitense Kenny Miller e pubblicata come lato B del suo singolo Restless.

## Tracce
1. I Pity the Fool (Malone) - 2:09
2. Take My Tip (Davie Jones) - 2:16

## Formazione
- Davie Jones - voce, sax contralto
- Johnny Flux - chitarra
- Johnny Watson - basso
- Mick White - batteria
- Paul Rodriguez - sax tenore, tromba
- Woolf Byrne - sax baritono
- Bob Solly - organo
- Jimmy Page - chitarra solista

## Il brano
Già attivi da quattro anni e considerati all'avanguardia della cosiddetta Medway scene, nel 1964 i Manish Boys furono messi in contatto con David dal loro agente Leslie Conn, già manager del cantante dai tempi dei King Bees, e all'inizio del 1965 vennero notati dal produttore statunitense Shel Talmy, che in quel periodo seguiva anche i Kinks, gli Who e Manfred Mann.
David in particolare piacque a Talmy fin dal loro primo incontro («Ho sempre pensato che avesse un talento incredibile», ha dichiarato anni dopo) e il risultato dell'incontro fu un contratto con la Parlophone per la pubblicazione di un 45 giri.
Il brano scelto, intitolato I Pity the Fool, era la cover di un pezzo scritto dal cantautore e proprietario della Duke Records Don Robey (con lo pseudonimo Deadric Malone) e portato in vetta delle classifiche R&B americane nel 1961 da Bobby "Blue" Bland.

### Il lato B
Prima composizione originale di Bowie ad essere pubblicata su disco, Take My Tip ha un tipico andamento più vicino al jazz che al rhythm & blues, con una linea vocale influenzata da artisti quali Jon Hendricks, Oscar Brown e Georgie Fame e un testo che attinge direttamente al linguaggio della strada.

## Registrazione
I Pity the Fool fu incisa l'8 febbraio 1965 negli studi londinesi IBC e a causa di vincoli temporali Talmy consentì solo due registrazioni, quella del 45 giri e un'altra con una diversa linea vocale. Anche di Take My Tip furono incise due versioni, in una delle quali David commise un errore nel verso "Cause you're playing with the spider who possess the sky", pronunciando "bider" anziché "spider". Proprio questa versione fu scelta come lato B.
Prima della sessione, il produttore presentò a David il futuro chitarrista dei Led Zeppelin e allora sconosciuto turnista Jimmy Page, che venne coinvolto per contribuire con il suo nuovo fuzzbox all'assolo di chitarra. In quell'occasione Page ispirò David per l'utilizzo di un riff che avrebbe poi ripetuto nel 1970 per The Supermen e nel 1997 per Dead Man Walking.
Il risultato della registrazione non incontrò però il gradimento degli altri componenti della band, soprattutto a causa del missaggio che secondo Bob Solly e Paul Rodriguez aveva escluso alcune delle parti migliori: «Il disco non piaceva a nessuno di noi», ricordava Solly, «il fatto che uscisse un nostro disco era fantastico, ma dal punto di vista artistico, nonostante la presenza di Jimmy Page, fu una delusione».

## Uscita e accoglienza
Il 45 giri uscì il 5 marzo 1965 e tre giorni dopo Leslie Conn riuscì a procurare ai Manish Boys un passaggio promozionale nel programma della BBC Gadzooks! It's All Happening. Il brano non ricevette però beneficio né dall'apparizione televisiva né dalla pubblicità derivata dal fatto che David si trovò coinvolto in una campagna improntata sulla lunghezza dei suoi capelli. Il Daily Mirror pubblicò un articolo intitolato "Guerra per i capelli di David" e il Daily Mail riferì che la band era stata cacciata dal programma e che il cantante aveva affermato: «Non mi farei tagliare i capelli nemmeno se me lo chiedesse il Primo ministro, figuriamoci per la BBC».
Le vendite del singolo furono molto scarse e la band confermò l'insoddisfazione mostrata durante la registrazione. «Era totalmente inadatto, assolutamente non-commerciale», disse in seguito Bob Solly, «quei suoni di sax erano troppo invadenti». David si separò dal gruppo dopo un litigio per l'attribuzione del pezzo, accreditato ai Manish Boys nonostante all'inizio si fossero messi d'accordo per farlo apparire come opera di "Davie Jones and The Manish Boys".

## Pubblicazioni successive
Entrambi i brani del singolo si trovano nell'EP The Manish Boys/Davy Jones and the Lower Third (1979), mentre nella raccolta Early On (1964-1966) (1991) sono presenti la versione di I Pity the Fool con la linea vocale differente e quella di Take My Tip senza l'errore di testo, quest'ultima inclusa anche nelle compilation di artisti vari The In Crowd: UK Mod R&B Beat, 1964-1967 (2001) e Take My Tip: 25 Sixties Mod Gems (2007).